# Roadrunner Automobile & Power Company
Roadrunner Automobile & Power Company war ein US-amerikanischer Hersteller von Automobilen.

## Unternehmensgeschichte
John Albright, C. W. Raymond, R. E. Shaw, S. P. Smoot und F. A. Stephenson gründeten Anfang 1904 das Unternehmen. Der Sitz war in Los Angeles in Kalifornien. Smoot hatte mehrere Jahre lang Fahrräder der Marke Roadrunner hergestellt. Im gleichen Jahr begann die Produktion von Automobilen. Der Markenname lautete ebenfalls Roadrunner. Noch 1904 endete die Produktion. Es ist nicht bekannt, wie viele Fahrzeuge entstanden.

## Fahrzeuge
Im Angebot stand nur ein Modell. Es war ein kleiner Runabout. Ein Ottomotor trieb die Fahrzeuge an.